# Ballan-Miré
Ballan-Miré é uma comuna francesa na região administrativa do Centro, no departamento Indre-et-Loire. Estende-se por uma área de 26,15 km². Em 2010 a comuna tinha 8 191 habitantes (densidade: 313,2 hab./km²).